# Quận Martin, Texas

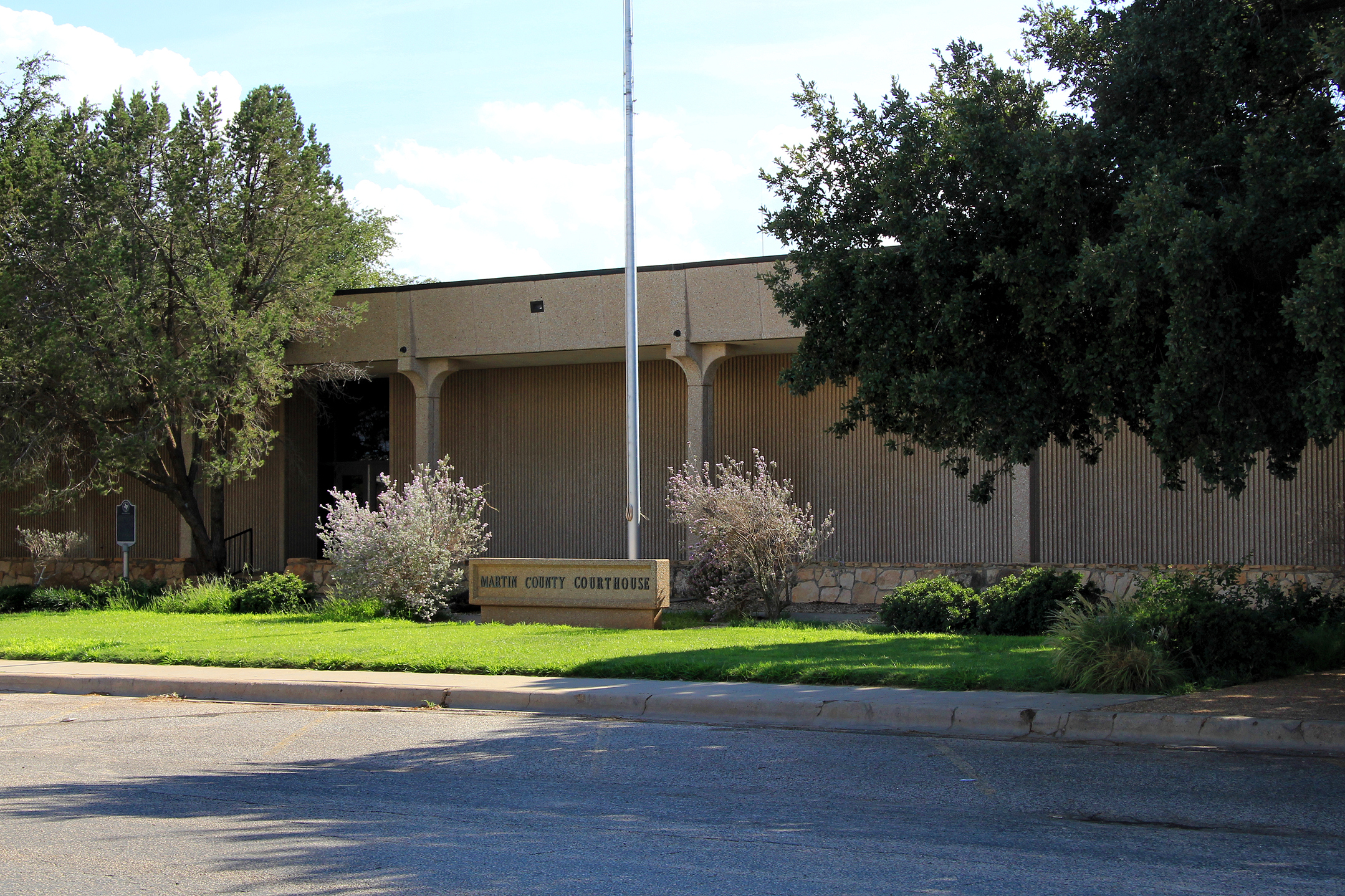
Trụ sở toà án quận Martin

Quận Martin (tiếng Anh: Martin County) là một quận trong tiểu bang Texas, Hoa Kỳ. Quận lỵ đóng ở thành phố , Texas 6. Theo kết quả điều tra dân số năm  2000 của Cục điều tra dân số Hoa Kỳ, quận có dân số người 2.